# Aurelio Bacciarini
Stefano Aurelio Bacciarini (Lavertezzo, 8 novembre 1873 – Lugano, 27 giugno 1935) è stato un vescovo cattolico svizzero, che ha ricoperto la carica di amministratore apostolico del Ticino dal 1917 fino alla morte.

## Biografia
Figlio di Lodovico, mugnaio di Lavertezzo, e di Maria Sciarini, Aurelio visse stabilmente nella casa materna fino al 1888 (anno in cui, tra l'altro, la stessa abitazione fu danneggiata da una valanga).
Studiò dapprima nel seminario minore di Barlassina, poi nei seminari maggiori di Lugano, Milano e Monza, addottorandosi in sacra teologia. Venne ordinato sacerdote il 12 giugno 1897 e assunse la cura della parrocchia di Arzo dal 1897 al 1903, successivamente fu designato quale assistente spirituale nel seminario minore di Pollegio fino al 1906.
Nello stesso anno entrò nella congregazione di San Luigi Guanella. Chiamato a Roma divenne parroco della parrocchia di San Giuseppe al Trionfale nel 1912. Nel 1915 diventò superiore ad interim e quindi superiore generale di questa congregazione dal 1921 al 1924. Il 12 gennaio 1917 viene nominato vescovo titolare di Daulia e amministratore apostolico del Ticino, il 21 gennaio dello stesso anno viene consacrato vescovo a Roma dal cardinale Basilio Pompilj e dal vescovo Paolo Tranquillo Silvestri.
Nel periodo di governo della diocesi di Lugano, si sforzò di riorganizzare l'Azione Cattolica. Promosse l'insegnamento religioso e difese la presenza del crocifisso nei luoghi pubblici. Volle un quotidiano cattolico che venne istituito nel 1926 con la testata Giornale del Popolo.
Le sue spoglie riposano nella tomba nella cripta della Chiesa del Sacro Cuore in Lugano. Nel 1947 venne avviata la fase diocesana del suo processo di beatificazione, attualmente conclusa, per cui è stata avviata la fase successiva a Roma. Nel 2008 è stato dichiarato venerabile da papa Benedetto XVI.

## Genealogia episcopale
La genealogia episcopale è:
- Cardinale Scipione Rebiba
- Cardinale Giulio Antonio Santori
- Cardinale Girolamo Bernerio, O.P.
- Arcivescovo Galeazzo Sanvitale
- Cardinale Ludovico Ludovisi
- Cardinale Luigi Caetani
- Cardinale Ulderico Carpegna
- Cardinale Paluzzo Paluzzi Altieri degli Albertoni
- Papa Benedetto XIII
- Papa Benedetto XIV
- Cardinale Enrico Enriquez
- Arcivescovo Manuel Quintano Bonifaz
- Cardinale Buenaventura Córdoba Espinosa de la Cerda
- Cardinale Giuseppe Maria Doria Pamphilj
- Papa Pio VIII
- Papa Pio IX
- Cardinale Alessandro Franchi
- Cardinale Giovanni Simeoni
- Cardinale Antonio Agliardi
- Cardinale Basilio Pompilj
- Vescovo Aurelio Bacciarini, S.d.C.